# توماس براون (كاتب)
كان توماس براون (19 أكتوبر 1605-19 أكتوبر 1682) مؤلفًا وكاتبًا إنجليزيًا واسع المعرفة كتب في مجالات عدة تكشف عن تعلمه الواسع في عدة مجالات بما في ذلك العلوم والطب والدين والتعاليم الباطنية الغربية. تظهر كتاباته فضولًا عميقًا تجاه الطبيعة (الفلسفة). تأثر براون بالثورة العلمية التي حققها فرانسيس باكون. تتخلل الأعمال الأدبية لبراون إشارات إلى المصادر الكلاسيكية والتوراتية بالإضافة إلى خصوصيات شخصيته. بالرغم من أنه غالبًا ما يوصف بأنه مصاب بالاكتئاب، إلا أن كتاباته تميزت أيضًا بالذكاء والفكاهة، بينما تنوع أسلوبه الأدبي وفقًا للنوع، مما أدى لنثر غني وفريد من نوعه والذي تراوح ما بين ملاحظات دفتر تقريبية إلى بلاغة «باروكية» فصيحة.

## سيرته الشخصية

### النشأة
ولد براون في أبرشية سانت مايكل في شيلدسايد بلندن في 19 أكتوبر 1605. توفي والده عندما كان صغيرًا وتزوجت والدته من السير توماس داتون (1575-1634). أُرسل براون للدراسة في كلية وينشستر. ذهب إلى قاعة برودغيتس بجامعة أكسفورد في عام 1623، وأختير من أجل إلقاء خطبة البكالوريوس عندما تأسست القاعة في كلية بيمبروك في أغسطس 1624. وتخرج من جامعة أكسفورد في يناير 1627، ودرس الطب بعد ذلك في جامعتي بادوا ومونبلييه، حيث أكمل دراسته في ليدن، وحصل على شهادة الطب في عام 1633. استقر في نورويتش عام 1637 ومارس الطب هناك حتى وفاته عام 1682. تزوج في 1641 من دوروثي ميلهام (1621-1685) من بورلينجهام سانت بيتر في نورفولك. وحظيا بعشرة أطفال، توفيّ ستة منهم قبل والديهم.

### أعمال أدبية
كان أول عمل أدبي لبراون هو (ديانة الطبيب) والذي انتشر بين أصدقائه فقط، ولكنه تفاجأ بعد ذلك عندما ظهرت طبعة غير مصرح بها في عام 1642، إذ تضمن العمل العديد من التكهنات الدينية غير التقليدية. نشر بعد ذلك طبعة في عام 1643، مع إزالة بعض وجهات النظر المثيرة للجدل، ولكنها لم تنه الجدل إذ هاجمه ألكساندر روس ديليجيو ميديسي في عام 1645 في كتابه «الطبيب، المعالج»، بالإضافة لوضع كتابه مع الكثير من الأدبيات البروتستانتية، في دليل الكتب المحرمة.
نشر براون في عام 1646 موسوعته «Pseudodoxia Epidemica» أو «استفسارات حول الكثير من العقائد المتلقاة، والحقائق المغلوطة الشائعة»، والتي يشير عنوانها إلى انتشار المعتقدات الخاطئة و «الأخطاء المبتذلة». كان عملًا متشككًا كشف عن عدد من الأساطير المتداولة في ذلك الوقت بطريقة منهجية وسلسة، ويعرض الجانب الباكوني من براون -الجانب الذي لم يكن خائفًا مما كان مايزال يعرف في ذلك الوقت باسم «التعليم الجديد». يعتبر الكتاب مهمًا في تاريخ العلوم لأنه شجع الوعي بالصحافة العلمية الحديثة.
كان آخر إصدار لبراون خلال حياته عبارة عن خطابين فلسفيين يرتبطان ارتباطًا وثيقًا ببعضهما البعض من خلال المفهوم. تحدث الخطاب الأول (الخطاب الخاص بجدران القبر)، والذي عُثر عليه في وقت متأخر في نورفولك في 1658 والمستوحى من اكتشاف بعض المعلومات التي ترجع للعصر البرونزي في أواني خزفية وجدت في نورفلوك، والتي نتج عنها تأمل أدبي في الوفاة، والعادات الجنائزية في العالم وزمن الشهرة. ناقض الخطاب الآخر في مفهومه الأسلوب والموضوع والصور. يظهر كتابه «ذا غاردن اوف سايرس» أو شبكة مزارع القدماء (1658) ملامح الـ «كوينكونكس» والذي استخدمه براون من أجل إظهار الواقعية الأفلاطونية.

### حياته اللاحقة وفترته كفارس
أكد براون اعتقاده في كتابه (تدين الأطباء) -موافقًا الغالبية العظمى من المجتمع الأوروبي في القرن السابع عشر- بوجود الملائكة والسحر. حضر محاكمة ساحرة بوري سانت إدموندز عام 1662 والتي قد يكون لاقتباسه من محاكمة مماثلة في الدنمارك تأثيرًا على عقول هيئة المحلفين التي حكمت باذناب الامرأتين المتهمتين واللتين أعدمتا لاحقًا بتهمة ممارسة السحر.
زار الملك تشارلز الثاني في عام 1671 مدينة نورويتش. استغل المجند جون إيفلين والذي كان يتراسل من حين لآخر مع براون، الزيارة الملكية من أجل الدعوة لكتاب «الطبيب المتعلم» من الشهرة الأوروبية ليكتب عن زيارته:«منزله وحديقته هي الجنة بحد ذاتها بالإضافة لخزانة التحف والتي تحتوي أفضل مجموعة، بين الميداليات والكتب والنباتات والأشياء الطبيعية».
زار تشارلز منزل براون خلال زيارته وأقيمت مأدبة في قاعة سانت أندرو من أجل الزيارة الملكية. وكرم بالإكراه شخصًا محليًا بارزًا، اقترح اسم عمدة نورويتش على الملك ليحظى بلقب «فارس»، ولكنه رفض الشرف واقترح اسم براون بدلا منه.

### وفاته وما بعدها
توفي براون في 19 أكتوبر 1682 ودُفن في كنيسة سان بيتر مانكروفت في نورويتش. أزيلت جمجمته عندما أعاد العمال فتح باب التابوت الخاص به بطريق الخطأ في عام 1840. ولم يُعَد إدخالها في سان بيتر مانكروفت حتى 4 يوليو 1922 عندما سُجل في سجل الدفن بسن 317 عامًا. سُرقت لوحة تابوت براون، في نفس الوقت الذي كانت فيه جمجمته قد انتشلت، وقُسمت إلى نصفين، أحدهما معروض في سان بيتر مانكروفت. في إشارة إلى التأليف الشائع للكيمياء الذي يقرأه والذي ترجم من اللاتينية بعنوان «الرجل المحترم توماس براون، الفارس والدكتور في الطب، توفي في 19 أكتوبر في عام 1682 عن عمر 77 سنة ويجلس نائما في هذا التابوت. مع غبار جسده الكيميائي الذي يحول الرصاص إلى ذهب».
تعتبر قصيدة براون الموضوعة على النعش، بالإضافة إلى الأعمال التي جُمعت من باراسيلسوس والعديد من كتابات الطبيب السويسري المدرجة في مكتبته، دليلًا على أنه على الرغم من انتقاده الشديد أحيانًا لباراسيلسوس، كان يؤمن بعلم الفراسة والكيمياء والتنجيم والقبالة. عقدت مكتبة السير توماس براون تحت رعاية ابنه الأكبر إدوارد حتى عام 1708. وحضر هانز سلون مكتبات مزاد براون ومكتبات ابنه إدوارد في يناير عام 1711. أدرجت لاحقًا إصدارات من المكتبة في المجموعة التأسيسية للمكتبة البريطانية.

## روابط خارجية
- توماس براون على موقع الموسوعة البريطانية (الإنجليزية)
- توماس براون على موقع ميوزك برينز (الإنجليزية)
- توماس براون على موقع إن إن دي بي (الإنجليزية)